# Michael S. Hopkins
Michael Scott Hopkins född i Lebanon, Missouri den 28 december 1968, är en amerikansk rymdfarare, uttagen till Astronautgrupp 20 i juni 2009. Han var den förste i sin astronautgrupp att göra en rymdfärd.
Han har gjort en långtidsflygning på rymdstationen ISS.
Den 16 november 2020 sköts han upp med SpaceX Crew-1 för att delta i Expedition 64.

## Rymdfärder
- Sojuz TMA-10M, Expedition 37/38
- SpaceX Crew-1, Expedition 64